# Bankraubserie Nordbaden/Südpfalz
Die Bankraubserie in Nordbaden und der Südpfalz gilt als eine der spektakulärsten Bankraubserien der deutschen Kriminalgeschichte. Sie begann im April 1995. Die Täter überfielen insgesamt 21 Banken und Sparkassen. Die Serie endete am 10. Dezember 2010 in Karlsruhe mit dem Tod der Täter, als sie kurz nach einem Banküberfall auf der Flucht einen Schusswechsel mit der Polizei verursachten.

## Raubüberfälle
Die Täter gingen professionell vor. Sie suchten sich Banken und Sparkassen mit veralteten oder gar keinen Videoaufzeichnungsanlagen aus und spähten das Objekt tagelang aus. Bei ihren Taten traten sie resolut, aber immer höflich auf. Als sie beispielsweise einer in einem Geldinstitut festgehaltenen Geisel den Autoschlüssel geraubt hatten, um den Wagen als Fluchtfahrzeug zu nutzen, schickten sie ihn später zurück. Nach einem anderen Überfall entschuldigten sie sich per Brief. Daher wurden sie von den Ermittlern und vielen Presseorganen auch als Gentlemen-Räuber bezeichnet. Zunächst agierten sie zu dritt, ab 2002 nur noch zu zweit – ein Mann und eine Frau. Insgesamt erbeuteten sie über zwei Millionen Euro.
Die Serie begann am 13. April 1995. Zunächst überfielen sie die Sparkasse im Karlsruher Stadtteil Wolfartsweier. Ein halbes Jahr später, am 27. Oktober 1995, folgte in der Sparkasse im Philippsburger Stadtteil Rheinsheim der zweite Raub. Im Februar 1996 überfielen sie gleich zwei Geldinstitute: Am 2. Februar war es die Sparkasse in Altlußheim und am 9. Februar die Volksbank Speyer in Westheim. Im folgenden Monat, am 15. März 1996, betraf es die Sparkasse in Malschenberg und am 4. Juli 1996 die Sparkasse in Rot. Es folgten in unregelmäßigen Abständen weitere Taten: Am 23. April 1997 wiederum die Sparkasse in Altlußheim, am 12. August 1998 die Sparkasse Lustadt, am 4. Januar 1999 die RV-Bank in Bobenheim-Roxheim, am 22. Oktober 1999 zum dritten Mal die Sparkasse in Altlußheim und am 7. Dezember 2000 die Volksbank im Karlsruher Stadtteil Knielingen.
Die Täter pausierten 2001. Am 13. Juni 2002 setzten sie ihre Serie mit der Sparkasse Karlsruhe-Rüppurr weiter fort. Es folgten zwei Überfälle auf die Sparkasse in St. Leon, und zwar am 24. Oktober 2002 und am 28. Januar 2004. Am 22. März 2005 war die Sparkasse in Malsch bei Wiesloch betroffen. Die Täter überfielen manche Geldinstitute mehrfach, wie die Volksbank Karlsruhe-Nordweststadt am 26. Oktober 2006 und am 24. Oktober 2007. Der Jahrestakt setzte sich mit der Sparkasse Karlsruhe-Heidenstückersiedlung am 24. November 2008 und der Volksbank Mannheim-Käfertal am 3. Dezember 2009 fort. Am 13. Juli 2010 überfielen sie die Sparkasse Grünwinkel. Hierzu stiegen sie einige Tage zuvor in einem Hotel in Pforzheim ab, um sich auf den Raub vorzubereiten.
Die Bankräuber waren anfangs unmaskiert, tarnten sich dann bis 1999 durch Wollmützen mit Sehschlitzen, danach traten sie nur noch mit Perücken und Sonnenbrillen auf. Ihre Gesichter waren auf den Bildern der Überwachungskameras zu erkennen und die Phantombilder wurden im Laufe der Zeit immer besser. Dennoch blieb eine Fernsehfahndung in der Sendung Aktenzeichen XY … ungelöst fruchtlos.
Im Dezember 2010 veröffentlichte die Kriminalpolizei Karlsruhe ein neues Phantombild des männlichen Täters. Insgesamt war zu diesem Zeitpunkt eine Belohnung in Höhe von 50.000 Euro für Hinweise ausgesetzt, die zur Ergreifung der Täter geführt hätten.

## Raubüberfall am 10. Dezember 2010

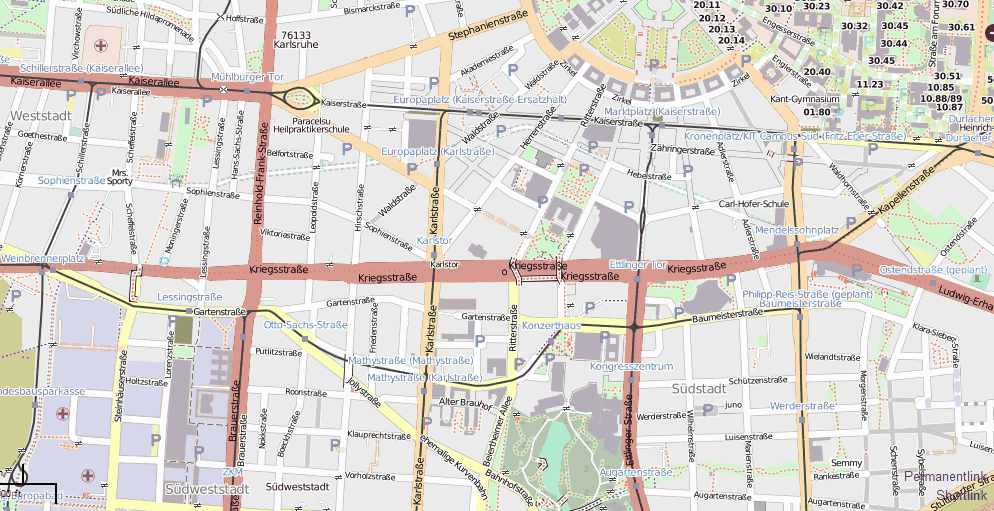
Karlsruher Innenstadt: in der Mitte das Karlstor

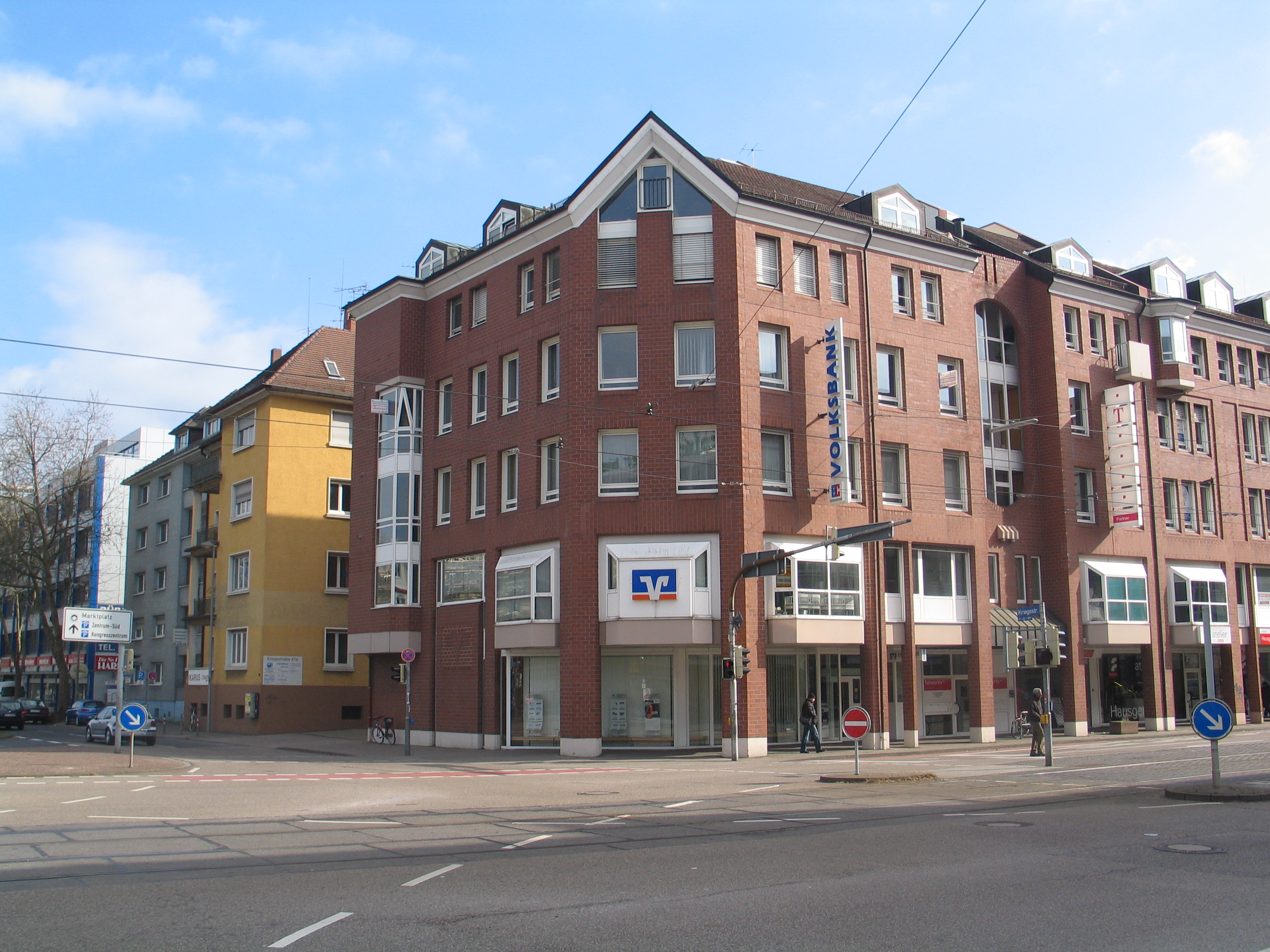
Volksbank am Karlstor

Am 8. Dezember 2010 fuhren die beiden Täter mit ihrem Privatfahrzeug nach Pforzheim, um dort im selben Hotel wie bereits im vergangenen Juli zu wohnen. Am 10. Dezember 2010 fuhren sie von dort aus mit öffentlichen Verkehrsmitteln nach Karlsruhe. Sie betraten kurz vor Geschäftsschluss gegen 16 Uhr eine in der Innenstadt gelegene Filiale der Volksbank Karlsruhe am Karlstor und überfielen diese. Nachdem sie das Geld eingesteckt hatten, sperrten sie die fünf Bankangestellten und vier anwesenden Kunden in einen separaten Raum und nahmen ihnen die Mobilfunktelefone ab. Zu diesem Zeitpunkt hatte einer der Angestellten bereits einen so genannten „stillen Alarm“ ausgelöst, bei dem die Polizei automatisch alarmiert wird, in der Bank selbst kein Alarm zu hören oder zu sehen ist. Die Täter forderten auch diesmal wieder die Autoschlüssel der Anwesenden, um sich so ein Fluchtfahrzeug zu organisieren. Das Ansinnen blieb jedoch erfolglos, so dass sie die Bank zu Fuß verließen. Der Alarm lief kurz nach 16 Uhr bei der Polizei auf. In dem Augenblick, als die Täter die Bank verließen, traf der erste Streifenwagen der Polizei ein. Die Täter liefen auf die gegenüberliegende Straßenseite und eröffneten sofort das Feuer auf die Polizisten, wobei sie mindestens zehn Schüsse abgaben. Hierbei erlitt eine 28-jährige Polizistin einen Oberschenkeldurchschuss. Passanten wurden in der vorweihnachtlich belebten Einkaufsstraße nicht getroffen. Die beiden Polizeibeamten erwiderten das Feuer, indem sie ihrerseits 19 Schüsse abgaben. Dabei trafen sie sowohl die Täterin als auch den Täter jeweils mehrfach, wobei der Täter einen tödlichen Schuss in die Brust erhielt. Die angeschossene Täterin tötete sich im Zuge dieses Schusswechsels selbst, indem sie sich die Schusswaffe in den Mund hielt und sich in den Kopf schoss. Der Täter verstarb wenige Minuten später.
Der Täter hatte zwei Magazine mit insgesamt 28 Schuss bei sich. Nach Angaben eines Polizeisprechers seien die beiden Täter „ganz offenbar bereit“ gewesen, „sich den Weg notfalls auch freizuschießen“. Durch einen DNA-Abgleich des Identifizierungsmusters der Täter mit Tatspuren vergangener Tatorte konnte am 14. Dezember 2010 bestätigt werden, dass es sich bei den Tätern um die Serienbankräuber handelte.
Die in den Oberschenkel getroffene Polizeibeamtin wurde noch am Tattag operiert, bleibende Schäden waren nicht zu erwarten.

## Täter
Bei den Tätern handelte es sich um die im Jahr 2010 38 Jahre alte Růžena B. und ihren 40 Jahre alten Ehemann Jaroslav B. Beide stammten aus dem kleinen tschechischen Ort Dubenec im Bezirk Příbram, etwa 120 Kilometer südwestlich von Prag gelegen. Růžena B. hatte einen zur Tatzeit 20-jährigen Sohn, dessen Stiefvater Jaroslav B. war. Vor ihm hielten sie ihre Taten geheim. Auf welche Weise die beiden ihre Beute anlegten oder ausgaben, ist unbekannt; sie lebten in Tschechien in einem bescheidenen Einfamilienhaus. Dennoch schätzte die Kriminalpolizei anhand der bisherigen Raubüberfälle die monatlichen Ausgaben der beiden auf rund 10.000 Euro und rechnete daher noch vor Weihnachten 2010 mit dem nächsten Raubüberfall.
Gegen einen dritten Täter, der an elf Raubüberfällen bis 2002 beteiligt gewesen sein soll, liefen nach Angaben der Staatsanwaltschaft vom Dezember 2011 Ermittlungen. Die Identität sei demnach bekannt, es habe aber noch kein Haftbefehl erwirkt werden können.

## Sonstiges
Im März 2016 veröffentlichte die Autorin Marianne Paschkewitz-Kloß über den Lauinger Verlag den Roman Die Gentlemen-Räuber. Die Handlung des Buches basiert auf der Bankraubserie Nordbaden/Südpfalz. Dazu stellte Paschkewitz-Kloß umfangreiche Recherchen bei Justiz, Polizei sowie im deutschen und tschechischen Umfeld des Täterpaars an.
2018 entzog die Journalistin und Autorin Marianne Paschkewitz-Kloß dem Lauinger Verlag die Rechte am Buch. 
2020 erschien der Kriminalroman Die Gentlemen-Räuber in zweiter, überarbeiteter Auflage in Lindemanns Bibliothek, Band 356, Info Verlag GmbH.